# Liste der Baudenkmäler in Fürth-Vach
In der Liste der Baudenkmäler in Vach sind die Baudenkmäler im Fürther Ortsteil Vach aufgelistet. Zu diesen Baudenkmälern gibt es auch eine Bildersammlung.
Diese Liste ist eine Teilliste der Liste der Baudenkmäler in Fürth. Grundlage der Liste ist die Bayerische Denkmalliste, die auf Basis des bayerischen Denkmalschutzgesetzes vom 1. Oktober 1973 erstmals erstellt wurde und seither durch das Bayerische Landesamt für Denkmalpflege geführt und aktualisiert wird. Die folgenden Angaben ersetzen nicht die rechtsverbindliche Auskunft der Denkmalschutzbehörde.

## Baudenkmäler nach Straßen
| Lage                                     | Objekt                                           | Beschreibung | Akten-Nr.                | Bild                 |
| ---------------------------------------- | ------------------------------------------------ | --- | ------------------------ | -------------------- |
| Am Vacher Markt 8 (Standort)             | Ehemaliges Gasthaus                              | Zweigeschossiger Rohbacksteinbau mit Satteldach und Sandsteingliederung, schlichte Neurenaissance, von Johann Melchior Voit, bez. 1906. | D-5-63-000-1560 Wikidata | weitere Bilder       |
| Brückenstraße (Standort)                 | Kriegerdenkmal                                   | Kriegerdenkmal für 1914–18, in Nische eingelassene Steinmauer mit Inschrifttafel und stehendem Steinlöwen, um 1920. | D-5-63-000-1651 Wikidata | weitere Bilder       |
| Brückenstraße (Standort)                 | Brücke                                           | Brücke über den ehemaligen Ostarm der Regnitz, Sandsteinbau mit fünf Korbbögen und Pfeilern mit Keilvorlagen, 1788. | D-5-63-000-1566 Wikidata | weitere Bilder       |
| Brückenstraße 1 (Standort)               | Wohnstallhaus                                    | Erdgeschossiger, giebelständiger Sandsteinquaderbau mit Satteldach, Eckvoluten und Gurtgesimsen am Giebel, um 1800, Renovierung bez. 1884. | D-5-63-000-1561 Wikidata | weitere Bilder       |
| Brückenstraße 2 (Standort)               | Ehemalige Hufschmiede                            | Zweigeschossiger, verputzter Walmdachbau mit offenem Beschlagplatz im Erdgeschoss, 18. Jahrhundert. | D-5-63-000-1650 Wikidata | weitere Bilder       |
| Brückenstraße 5 (Standort)               | Ehemaliges Schulhaus                             | Zweigeschossiger, traufseitiger Sandsteinquaderbau mit Satteldach, bez. 1852; westlicher Erweiterungsanbau, zweigeschossiger, traufseitiger Sandsteinquaderbau mit Satteldach, 1880. | D-5-63-000-1562 Wikidata | Ehemaliges Schulhaus |
| Brückenstraße 11 / 11a (Standort)        | Ehemaliges Gasthaus                              | Zweigeschossiger, traufseitiger Satteldachbau mit Sandsteinerdgeschoss mit Korbbogentüren, teilweise verputztem Fachwerkobergeschoss und westlichem Sandsteingiebel mit Gesimsbändern, Eckvoluten und Bekrönung, um 1800; östliche Erweiterung, zweigeschossiger Rohbacksteinbau mit Sandsteingliederung und Satteldach, Ende 19. Jahrhundert. | D-5-63-000-1563 Wikidata | weitere Bilder       |
| Brückenstraße 12 (Standort)              | Ehemaliges Gasthaus                              | Zweigeschossiger, giebelständiger Satteldachbau mit verputztem Sandsteinerdgeschoss und Obergeschoss und Straßengiebel in Fachwerk, 18. Jahrhundert; Scheune, erdgeschossiger Fachwerkbau mit Satteldach und vorkragendem Fachwerkgiebel, 18. Jahrhundert; Einfriedung, Sandsteinquadermauer, 18./19. Jahrhundert. | D-5-63-000-1564 Wikidata | weitere Bilder       |
| Brückenstraße 22 / 22b (Standort)        | Villa                                            | Ehemals zur Mühle gehörig, zweigeschossiger Putzbau mit Satteldach, Sandsteingliederungen, Eckturm und Risalit mit Polygonalerker, Schopfwalm und Fachwerkgiebel, historisierend, bez. 1893; Toreinfahrt, Steinpfeiler mit Kugelbekrönung und Eisentor, gleichzeitig. | D-5-63-000-1565 Wikidata | Villa                |
| Herzogenauracher Straße 2 (Standort)     | Scheune                                          | Erdgeschossiger Fachwerkbau mit Satteldach, frühes 18. Jahrhundert. | D-5-63-000-1567 Wikidata | weitere Bilder       |
| Herzogenauracher Straße 3 / 5 (Standort) | Ehemalige Brauerei Dornbräu                      | Ehemaliges Hauptgebäude, zweigeschossiger, traufseitiger Rohbacksteinbau mit Satteldach, reicher Sandsteingliederung und Mittelrisalit mit Zwerchhaus, Neurenaissance, bez. 1892; Vorgarten-Einfriedung, Pfeilgitterzaun und verputzte Sandsteinpfeiler, gleichzeitig; ehemaliges Brauereigebäude, zweigeschossiger Rohbacksteinbau mit Mansarddach, rechtwinklig an ehemaligem Hauptgebäude angebaut, gleichzeitig; ehemaliges Sudhaus, viergeschossiger, giebelständiger Rohbacksteinbau mit Satteldach und Giebelvoluten, gleichzeitig; ehemaliges Brauereigebäude, zweigeschossiger Rohbacksteinbau mit Satteldach, über rundbogige Tordurchfahrt mit ehemaligem Sudhaus verbunden, gleichzeitig. | D-5-63-000-1653 Wikidata | weitere Bilder       |
| Lohstraße 8 (Standort)                   | Wohnstallhaus                                    | Erdgeschossiger, verputzter Satteldachbau mit Sandsteingiebelfront mit Gurtgesimsen, Eckvoluten und Bekrönung, zweite Hälfte 18. Jahrhundert. | D-5-63-000-1569 Wikidata | Wohnstallhaus        |
| Lohstraße 27 (Standort)                  | Ehemaliges Wasserschloss                         | Dreigeschossiger Satteldachbau mit verputztem Sandsteinerdgeschoss und Fachwerkobergeschoss und -giebel, im Kern 16./17. Jahrhundert, um 1663 erneuert, im 18. Jahrhundert nach Norden verlängert, Südgiebel 1990 erneuert; ringsum Graben, zum Teil abgeflacht; Reste der Einfriedung an der Ostseite, Mauer aus Brockenwerk. | D-5-63-000-1570 Wikidata | weitere Bilder       |
| Rotdornstraße 7 (Standort)               | Kleinhaus                                        | Erdgeschossiger, traufseitiger Satteldachbau mit Fachwerkgiebel und Dachgauben, 18. Jahrhundert, Gauben wohl 19. Jahrhundert. | D-5-63-000-1571 Wikidata | weitere Bilder       |
| Vacher Kirchenweg (Standort)             | Evangelisch-Lutherische Pfarrkirche St. Matthäus | Verputzter Sandsteinquaderbau mit Satteldach, rechteckigem Ostchor mit Walmdach und polygonalen Ecktürmchen und dreigeschossigem Westturm mit Spitzhelm, Saalbau mit zweiseitig umlaufenden Emporen und eingezogenem Rechteckchor mit Kreuzrippengewölbe, Anfang 15. Jahrhundert, Langhaus und Westturm Ende 16. Jahrhundert, Instandsetzungen Ende 17. Jahrhundert, 1735, 1755, nördlicher Treppenhausanbau 1895/96; mit Ausstattung; Kirchhofsmauer, Sandsteinquadermauer, teilweise mit Stützpfeilern, wohl 17./18. Jahrhundert. | D-5-63-000-1572 Wikidata | weitere Bilder       |
| Vacher Kirchenweg 5 (Standort)           | Evangelisch-Lutherisches Pfarrhaus               | Zweigeschossiger Sandsteinquaderbau mit Krüppelwalmdach und Gurtgesims, klassizistisch, 1812; Gartenhaus, erdgeschossiger Sandsteinquaderbau mit Walmdach, erste Hälfte 19. Jahrhundert; Einfriedung, Pfeilgitterzaun und Sandsteinpfeiler, erste Hälfte 19. Jahrhundert. | D-5-63-000-1573 Wikidata | weitere Bilder       |
| Zedernstraße 5 (Standort)                | Friedhof Vach                                    | angelegt 1813, mit Grabdenkmälern seit ca. 1800; Eisengittertor, wohl erste Hälfte 19. Jahrhundert. | D-5-63-000-1655 Wikidata | weitere Bilder       |